# Finn Benestad
Finn Benestad, född 30 oktober 1929 i Kristiansand, död där 30 april 2012, var en norsk musikforskare.
Benestad blev filosofie doktor 1961 och verkade som professor i musikvetenskap, först vid Norges lärarhögskola i Trondheim (1961–1964) och senare vid Universitetet i Oslo (1965–1998). Han författade bland annat  Johannes Haarklou (doktorsavhandling 1961), Waldemar Thrane (1961), Musikklære (1963), Musikk og tanke (1976) och Johan Svendsen. Mennesket og kunstneren (tillsammans med Dag Schjelderup-Ebbe, 1990).
Benestad var en framstående Griegforskare; inom detta fält skrev han bland annat biografin Edvard Grieg. Mennesket og kunstneren (1980) och Edvard Grieg: Chamber Music (1993), båda i samarbete med Dag Schjelderup-Ebbe, samt redigerat Brev i utvalg 1862–1907 (2 band, 1998) och Edvard Grieg: Diaries, Articles, Speeches (2001). Åren 1980–2004 var han ordförande i Griegkommittén som publicerade Griegs samlade verk i 20 band.
Benestad utnämndes till hedersdoktor vid St. Olaf College 1993 och vid Münsters universitet 1996. År 1981 mottog han Griegpriset. och år 1993 blev han riddare av första klassen av Sankt Olavs orden.